# محمد ألمامي كامارا
محمد ألمامي كامارا لاعب كرة قدم سعودي يلعب في خط الهجوم في نادي النعيرية السعودي.

## وصلات خارجية
- محمد ألمامي كامارا على موقع قاعدة بيانات كرة القدم.إي يو (الإنجليزية)
- محمد ألمامي كامارا على موقع Soccerway.com (الإنجليزية)
- محمد ألمامي كامارا على موقع عالم كرة القدم.نت (الإنجليزية)